# Dendromus oreas
Dendromus oreas là một loài động vật có vú trong họ Nesomyidae, bộ Gặm nhấm. Loài này được Osgood mô tả năm 1936.